# Albacete Balompié
O Albacete Balompié é um clube de futebol espanhol da cidade de Albacete na Província de Albacete. Atualmente, disputa a Segunda Divisão Espanhola, também conhecida como La Liga SmartBank.

## História
O clube foi fundado em 1 de agosto de 1940, por inciativa de Antonio Tabernero, Pedro Monzón e Antonio Lozano Matarredona, em reunião que correu no "Café Colón" na cidade de Albacete. O nome foi uma ideia de seu primeiro presidente e fundador, Antonio Lozano Matarredona.

## Título
- Campeonato Espanhol - 2ª Divisão: 1990/91